# AGV
AGV (fransk for Automotrice à Grande Vitesse, højhastighedsmotortogsæt) er et højhastighedstog udviklet af Alstom. AGV skal på sigt efterfølge de populære TGV-tog men med et betydeligt lavere energiforbrug . 
Den første AGV-prototype blev præsenteret den 5. februar 1998. AGV leveres som togsæt med 7-14 motorvogne. Togets topfart i normal drift er 360 km/t. Hver vogn i AGV har motorerne placeret under gulvet, nogenlunde efter samme princip som DSB's IC3 og IC4-togsæt, således at toget er selvkørende uden et lokomotiv i hver ende af toget. AGV har derfor plads til ca. 9 % flere passagerer end TGV. Lige som TGV og IC4 har AGV Jakobs-bogier, dvs. at hver bogie er placeret i overgangen mellem to vogne. Selvkørende togsæt (uden lokomotiver), der kan køre op til 200 km/t, er ikke en ny opfindelse. Det banebrydende ved AGV er imidlertid, at der er tale om et selvkørende togsæt uden lokomotiver, der i kommerciel trafik kan køre op til 360 km/t. Til sammenligning kører de hurtigste højhastighedstog i Europa ca. 300 km/t.
AGV's første kunde var det italienske togselskab Nuovo Trasporto Viaggiatori (NTV), som har bestilt 25 togsæt. NTV forventer at sætte togene i drift i løbet af 2011. Den 9. februar 2010 begyndte prøvekørslerne på højhastighedslinjen Rom-Napoli, foreløbig med en topfart på 300 km/t, som planlægges øget til 330 km/t i løbet af testperioden.